# Лальский район
Лальский район — административная единица в составе Северо-Двинской губернии РСФСР, Северного края РСФСР, Северной области РСФСР, Архангельской области РСФСР, Кировской области РСФСР, существовавшая в период с 1924 по 1963 год.
Административный центр — город (с 1927 года посёлок) Лальск.
Территория бывшего Лальского района в настоящее время находится в составе Лузского района Кировской области.

## История
Район образован 10 апреля 1924 года в результате административной реформы, связанной с отменой уездного и волостного деления и проведения районирования в Северо-Двинской губернии на основании Декрета ВЦИК РСФСР «Об административном делении Северодвинской губернии» . Центр — город Лальск.
В состав района вошли территории бывших Грибошинской, Папуловской и Целяковской волостей Велико-Устюжского уезда и Верхне-Лальской волости Сольвычегодского уезда Северо-Двинской губернии.
С 1929 года по 1936 год в составе Северного края РСФСР, в том числе в период с 1929 по 1930 год в составе Северо-Двинского округа Северного края РСФСР.
С 1936 по 1937 год в составе Северной области РСФСР.
С 1937 по 1941 в составе Архангельской области РСФСР.
В состав Кировской области РСФСР вошёл в 1941 году.
1 февраля 1963 года на основании решения Пленума ЦК КПСС «О развитии экономики СССР и перестройке партийного руководства народным хозяйством» от 19-23 ноября 1962 года Лальский район был объединён с Подосиновским районом в новый Лузский сельский район (с центром в городе Луза). В 1965 году Лузский сельский район разукрупнён с передачей территории вновь созданным Подосиновскому и Лузскому районам. Территория бывшего Лальского района вошла в состав Лузского района.

## Административное деление
В 1950 году в состав района входило 16 сельсоветов и 477 населённых пункта:
| № п/п | Сельсовет      | Кол-во НП | Население |
| ----- | -------------- | --------- | --------- |
| 1     | Алешевский     | 17        | 544       |
| 2     | Аникинский     | 18        | 1449      |
| 3     | Верхнелальский | 36        | 1971      |
| 4     | Вымский        | 18        | 1607      |
| 5     | Грибошинский   | 33        | 2210      |
| 6     | Залисский      | 32        | 817       |
| 7     | Лальский       | 31        | 1198      |
| 8     | Лузский        | 44        | 1227      |
| 9     | Нижнелальский  | 28        | 1213      |
| 10    | Папуловский    | 28        | 2413      |
| 11    | Покровский     | 34        | 1284      |
| 12    | Савинский      | 38        | 910       |
| 13    | Туринский      | 27        | 575       |
| 14    | Учецкий        | 56        | 1514      |
| 15    | Шелюгский      | 14        | 229       |
| 16    | Шилюгодский    | 23        | 749       |